# Tordo-americano
O tordo-americano (Turdus migratorius) é uma ave migratória do gênero turdus e da família dos turdídeos, a família mais ampla do tordo. Recebeu o nome do tordo europeu por causa de seu peito laranja-avermelhado, embora as duas espécies não tenham parentesco próximo, já que o tordo europeu pertence à família dos muscicapídeos. O tordo-americano está amplamente presenta na América do Norte, invernando desde o sul do Canadá até o centro do México e ao longo da costa do Pacífico.
De acordo com o banco de dados da Partners in Flight (2019), o tordo-americano é a ave terrestre mais abundante da América do Norte (com 370 milhões de indivíduos), à frente das graúnas-de-asa-vermelha, dos estorninhos-malhados, das rolas-carpideiras e dos tentilhões domésticos [en]. Ele tem sete subespécies, mas apenas uma delas, o tordo de San Lucas (T. m. confinis) da Baixa Califórnia do Sul, é particularmente distinta, com partes superiores cinza-claro e peito bege-claro.
O tordo-americano é ativo principalmente durante o dia e se reúne em grandes bandos à noite. Sua dieta consiste em invertebrados (como larvas de besouro, minhocas e lagartas), frutas e frutos silvestres. É uma das primeiras espécies de pássaros a botar seus ovos, começando a se reproduzir logo após o retorno da área de inverno para sua área de verão. O ninho do tordo-americano é composto de grama longa e grossa, galhos e penas, e é coberto com lama e, muitas vezes, acolchoado com grama ou outros materiais macios. Ele está entre os primeiros pássaros a cantar ao amanhecer, e seu canto consiste em várias unidades discretas que se repetem.
O principal predador do tordo-americano adulto é o gato doméstico; outros predadores incluem falcões e cobras. Quando se alimenta em bandos, ele pode ser vigilante, observando outras aves para ver se há reações de predadores. Os chupins-mulatos (Molothrus ater) põem seus ovos nos ninhos do tordo-americano (consulte Parasita da ninhada), mas os tordos-americanos geralmente rejeitam o ovo.

## Taxonomia
Essa espécie foi descrita pela primeira vez em 1766 por Lineu na décima segunda edição de seu Systema Naturae como Turdus migratorius. O nome binomial deriva de duas palavras do latim: turdus, "tordo", e migratorius, "migrar". O termo tordo para essa espécie foi registrado desde pelo menos 1703. Há cerca de 65 espécies de tordos de médio a grande porte no gênero Turdus, caracterizados por cabeças arredondadas, asas longas e pontiagudas e canções geralmente melodiosas.
Um estudo do gene mitocondrial do citocromo b indica que o tordo-americano não faz parte do clado centro-sul-americano de tordos Turdus; em vez disso, ele apresenta semelhanças genéticas com o tordo-kurrichane [en] (T. libonyanus) e o tordo-oliva [en] (T. olivaceus), ambas espécies africanas. Isso entra em conflito com um estudo de DNA realizado em 2007 com 60 das 65 espécies de Turdus, que coloca o parente mais próximo do tordo-americano como o tordo-de-colarinho-vermelho [en] (T. rufitorques) da América Central. Embora tenham plumagem diferente, as duas espécies são semelhantes em termos de vocalização e comportamento. Além disso, ele faz parte de um pequeno grupo de quatro espécies com distribuição na América Central, o que sugere que ele se espalhou recentemente para o norte da América do Norte.
São reconhecidas sete subespécies de tordo-americano. Essas subespécies se intercalam umas com as outras e são definidas como:
- O tordo-do-leste (T. m. migratorius), a subespécie indicada, reproduz-se nos EUA e no Canadá, exceto na costa oeste, até a borda da tundra do Alasca e do norte do Canadá, a leste da Nova Inglaterra e depois ao sul de Maryland, noroeste da Virgínia e Carolina do Norte. Ele passa o inverno no litoral sul do Alasca, no sul do Canadá, na maior parte dos EUA, nas Bermudas, nas Bahamas e no leste do México.[8]

- O tordo-da-Terra-Nova (T. m. nigrideus) reproduz-se na costa norte de Quebec até Labrador e Terra Nova e passa o inverno no sul de Terra Nova, ao sul da maior parte dos estados do leste dos EUA até o sul da Louisiana, sul do Mississippi e norte da Geórgia. É uniformemente mais escuro ou enegrecido na cabeça, com dorso cinza-escuro. As partes inferiores são ligeiramente mais avermelhadas do que as da subespécie oriental.[8]

- O tordo-do-sul (T. m. achrusterus) se reproduz do sul de Oklahoma ao leste de Maryland e oeste da Virgínia e ao sul da região norte da Flórida e dos estados da Costa do Golfo. Ele passa o inverno em grande parte da parte sul de sua área de reprodução. É menor do que a subespécie oriental. As penas pretas da testa e da coroa têm pontas cinza-claro. As partes inferiores são mais pálidas do que as da subespécie oriental.[8]

- O tordo-do-noroeste (T. m. caurinus) reproduz-se no sudeste do Alasca, passando pela costa da Colúmbia Britânica até Washington e noroeste do Oregon. Ele passa o inverno no sudoeste da Colúmbia Britânica, ao sul do centro e do sul da Califórnia e ao leste da região norte de Idaho. É um pouco menor do que a subespécie oriental e tem a cabeça muito escura. O branco nas pontas das duas penas externas da cauda é restrito.[8]

- O tordo-ocidental (T. m. propinquus) se reproduz no sudeste da Colúmbia Britânica, sul de Alberta e sudoeste de Saskatchewan, ao sul da Califórnia e norte da Baixa Califórnia. Ele passa o inverno em grande parte da área de reprodução do sul e ao sul da Baixa California. Tem o mesmo tamanho ou é ligeiramente maior do que a subespécie oriental, mas é mais pálida e tingida de cinza-acastanhado. Tem pouco branco na ponta das penas mais externas da cauda. Algumas aves, provavelmente fêmeas, não têm quase nada de vermelho na parte inferior. Os machos geralmente são mais escuros e podem apresentar as laterais da cabeça pálidas ou esbranquiçadas.[8]

- O tordo-de-San Lucas (T. m. confinis) se reproduz acima de 1.000 m nas terras altas do sul da Baixa California. Essa subespécie é particularmente distinta, com partes inferiores marrom-acinzentadas claras. É relativamente pequena e a subespécie mais pálida, com marrom-acinzentado pálido uniforme na cabeça, no rosto e nas partes superiores. Geralmente não apresenta manchas brancas nas pontas das penas externas da cauda, que têm bordas brancas. Às vezes é classificada como uma espécie separada,[8] mas a American Ornithologists' Union a considera apenas uma subespécie, embora em um grupo diferente das outras seis subespécies.[12]

- O tordo-mexicano (T. m. phillipsi) é residente no México, do sul até o centro de Oaxaca. Ele é um pouco menor do que a subespécie ocidental, mas tem um bico maior; as partes inferiores do macho são menos vermelho-tijolo do que a subespécie oriental e têm um tom mais enferrujado.[8]

## Descrição

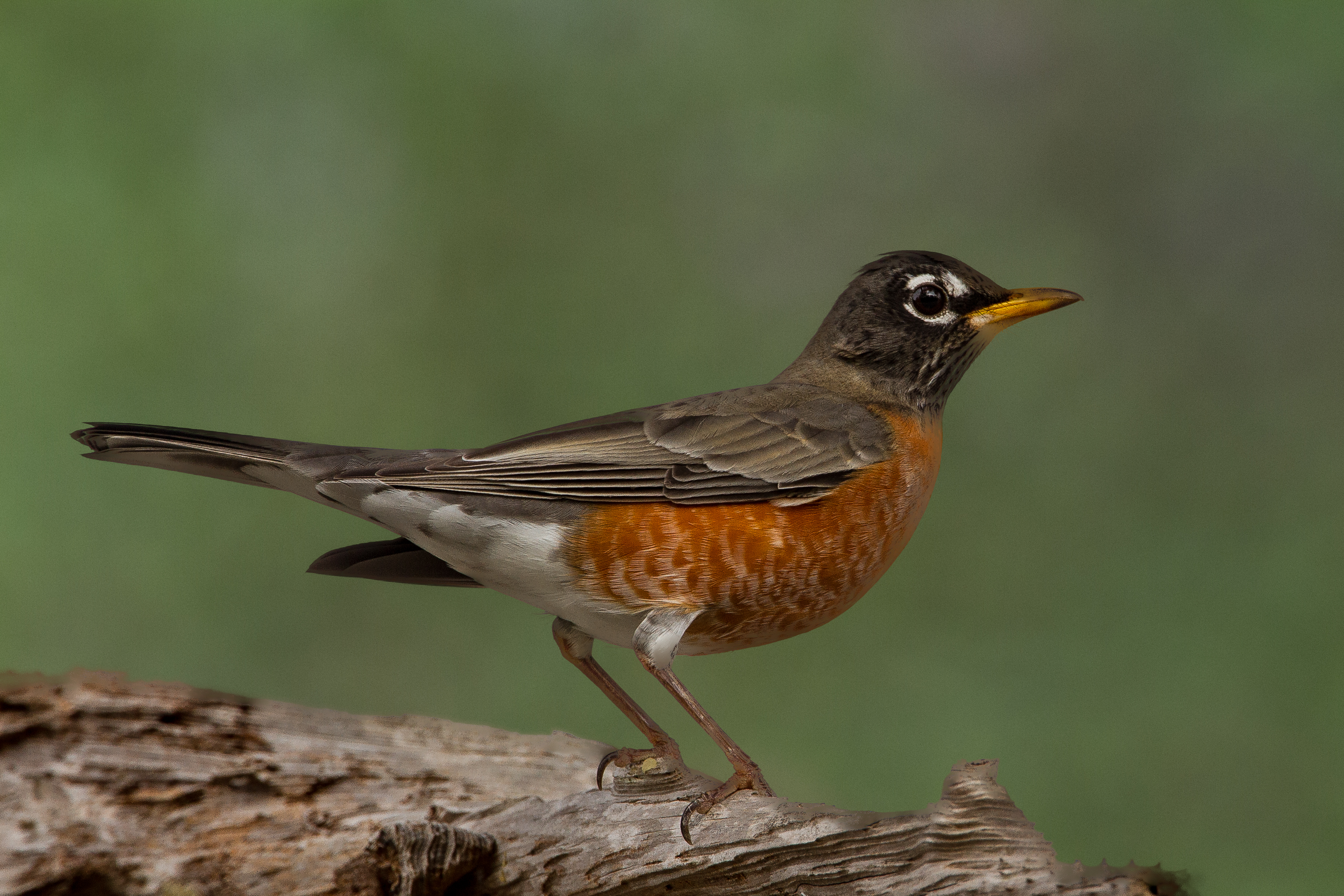
Fêmea.

A subespécie oriental do tordo-americano (T. m. migratorius) mede de 23 a 28 cm de comprimento e a envergadura das asas varia de 31 a 41 cm, com faixas de tamanho semelhantes em todas as subespécies. A espécie pesa em média cerca de 77 g, com os machos variando de 72 a 94 g e as fêmeas variando de 59 a 91 g. Entre as medidas padrão, a corda máxima é de 11,5 a 14,5 cm, o cúlmen é de 1,8 a 2,2 cm e o tarso tem de 2,9 a 3,3 cm. A cabeça varia do preto ao cinza, com arcos oculares brancos e listra superciliar branca. O pescoço é branco com estrias pretas e a barriga e as coberturas da cauda inferior são brancas. O tordo-americano tem dorso marrom e peito laranja-avermelhado, variando de um marrom-avermelhado rico a laranja-pêssego. O bico é principalmente amarelo com uma ponta escura variável, a área escura se torna mais extensa no inverno, e as pernas e os pés são marrons.

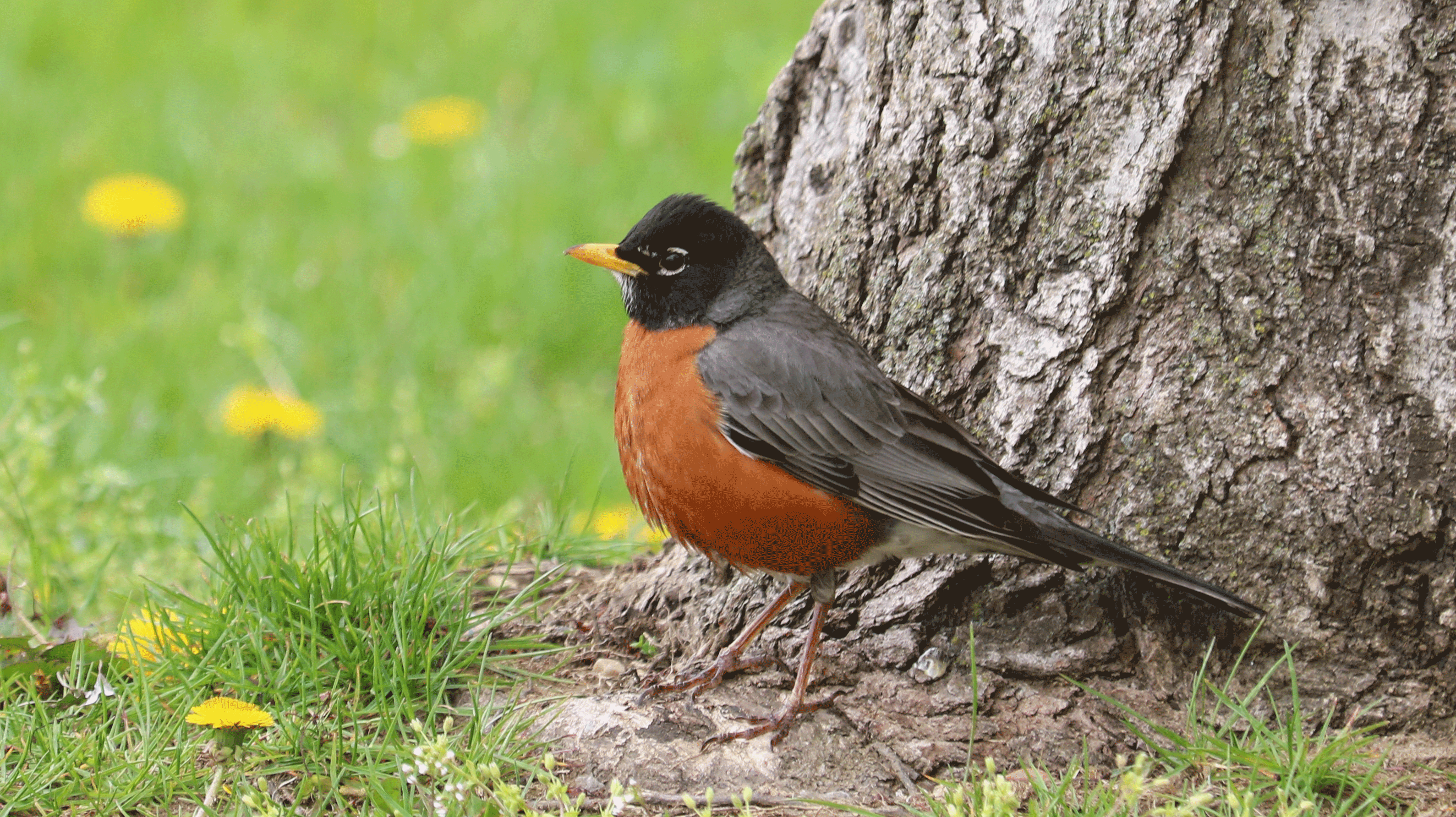
Tordo-americano com penas.

Os sexos são semelhantes, mas as fêmeas tendem a ter uma cor mais opaca do que os machos, com uma tonalidade marrom na cabeça, partes superiores marrons e partes inferiores menos brilhantes. No entanto, algumas aves não podem ter seus sexos definidos com precisão com base apenas na plumagem. Os mais jovens são mais pálidos do que os machos adultos e têm manchas escuras no peito e coberturas de asa esbranquiçadas. As aves em seu primeiro ano de vida não são facilmente distinguíveis dos adultos, mas tendem a ser mais opacas e uma pequena porcentagem retém algumas coberturas de asa juvenis ou outras penas.

## Distribuição e habitat
O tordo-americano se reproduz na maior parte da América do Norte, do Alasca e do Canadá em direção ao sul até o norte da Flórida e do México. Embora os tordos ocasionalmente passem o inverno na parte norte dos Estados Unidos e no sul do Canadá, a maioria migra para o inverno ao sul do Canadá, da Flórida e da Costa do Golfo até o centro do México, bem como ao longo da Costa do Pacífico. A maioria parte para o sul no final de agosto e começa a retornar para o norte em fevereiro e março (as datas exatas variam de acordo com a latitude e o clima). A distância pela qual os tordos migram varia significativamente, dependendo de seu habitat inicial; um estudo descobriu que os tordos individuais marcados no Alasca são conhecidos por viajar até 3,5 vezes mais longe entre as estações do que os tordos marcados em Massachusetts.
Na verdade, essa espécie é rara na Europa ocidental, onde a maioria dos registros, mais de 20, foi feita na Grã-Bretanha. No outono de 2003, a migração foi deslocada para o leste, levando a movimentos maciços pelo leste dos EUA, e, presumivelmente, foi isso que fez com que nada menos do que três tordos-de-peito-ruivo fossem encontrados na Grã-Bretanha, com dois tentando passar o inverno em 2003-2004, embora um deles tenha sido capturado por um gavião-da-europa. Um avistamento ocorreu na Grã-Bretanha em janeiro de 2007. Essa espécie também ocorreu como vagante na Groenlândia, Jamaica, Ilha de São Domingos, Porto Rico e Belize. Os vagantes da Europa, quando identificados até a subespécie, são da subespécie oriental (T. m. migratorius), mas os pássaros da Groenlândia também incluíam a subespécie da Terra Nova (T. m. nigrideus), e alguns dos vagantes do sul podem ter sido da subespécie do sul (T. m. achrusterus).
O habitat de reprodução do tordo-americano é a floresta e as áreas agrícolas e urbanas mais abertas. Ele se torna menos comum como reprodutor na parte mais ao extremo sul dos Estados Unidos e lá prefere grandes árvores de sombra em gramados. Seu habitat de inverno é semelhante, mas inclui áreas mais abertas.

### Doenças e vacinação
O tordo-americano é um portador conhecido do vírus do Nilo Ocidental transmitido por mosquitos Culex. Embora os corvos e os gaios sejam geralmente os primeiros a serem notados como mortos em uma área com o vírus do Nilo Ocidental, suspeita-se que o tordo-americano seja o principal hospedeiro e tenha uma responsabilidade maior pela transmissão do vírus aos seres humanos. Isso se deve ao fato de que, enquanto os corvos e os gaios morrem rapidamente em decorrência do vírus, o tordo-americano sobrevive ao vírus por mais tempo, espalhando-o para mais mosquitos, que então transmitem o vírus para os seres humanos e outras espécies.
Uma vacina bem-sucedida contra o vírus do Nilo Ocidental foi administrada a seis tordos-americanos de 3 a 5 semanas de idade. Uma vacina de DNA injetada por via intramuscular resultou em uma redução de 400 vezes na carga viral média, o que provavelmente tornaria os tordos não infecciosos e incapazes de disseminar a doença. Uma isca oral é o método preferido de distribuição da vacina, pois seria mais fácil e mais barato do que a injeção intramuscular, mas seriam necessárias mais pesquisas, pois a formulação existente não funcionou por via oral.

## Comportamento
O tordo-americano é ativo principalmente durante o dia e, em seus locais de inverno, ele se reúne em grandes bandos à noite para se empoleirar em árvores em pântanos isolados ou em vegetação densa. Os bandos se separam durante o dia, quando as aves se alimentam de frutas e frutos silvestres em grupos menores. Durante o verão, o tordo-americano defende um território de reprodução e é menos social.

### Dieta

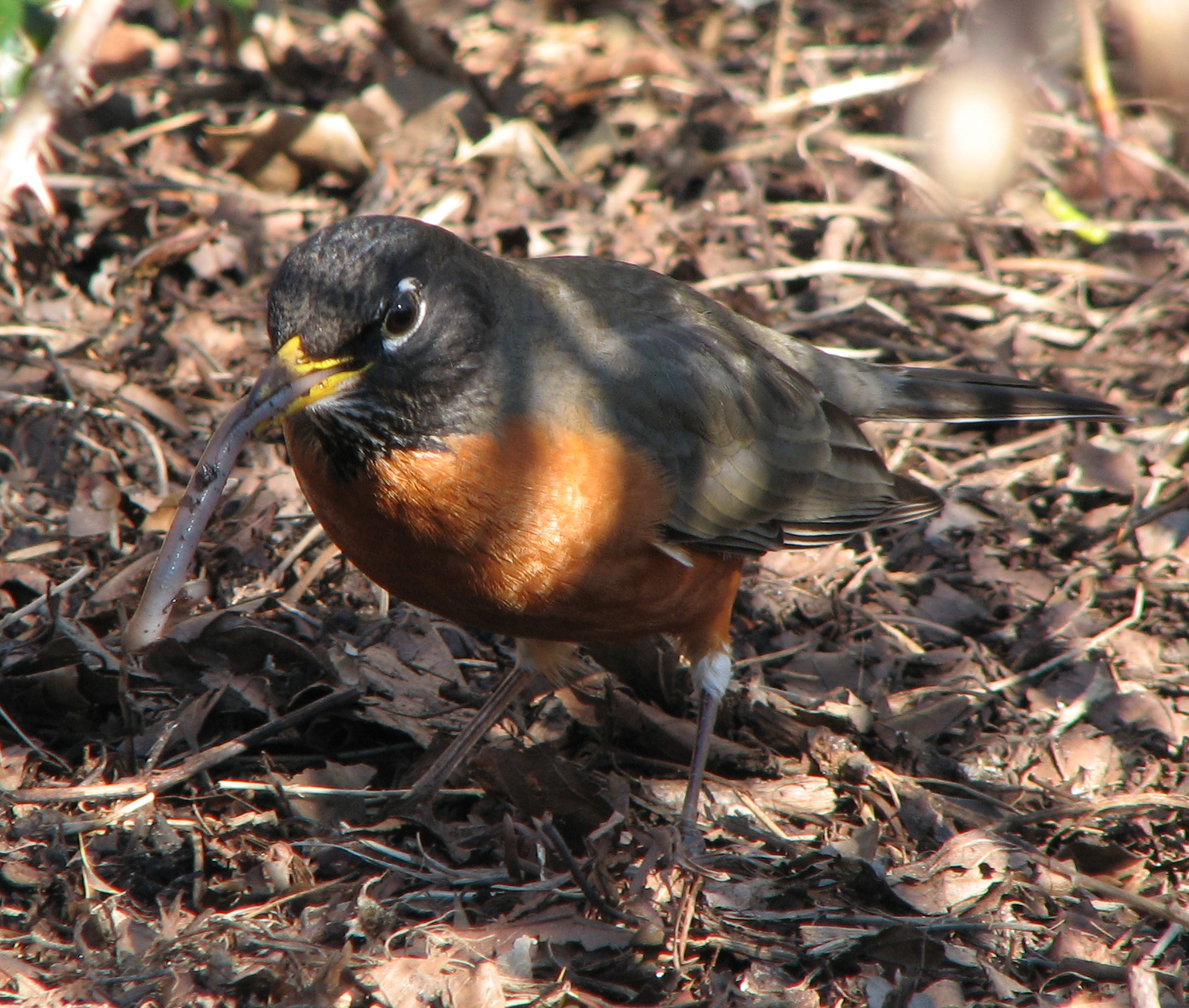
Tordo-americano comendo uma minhoca.

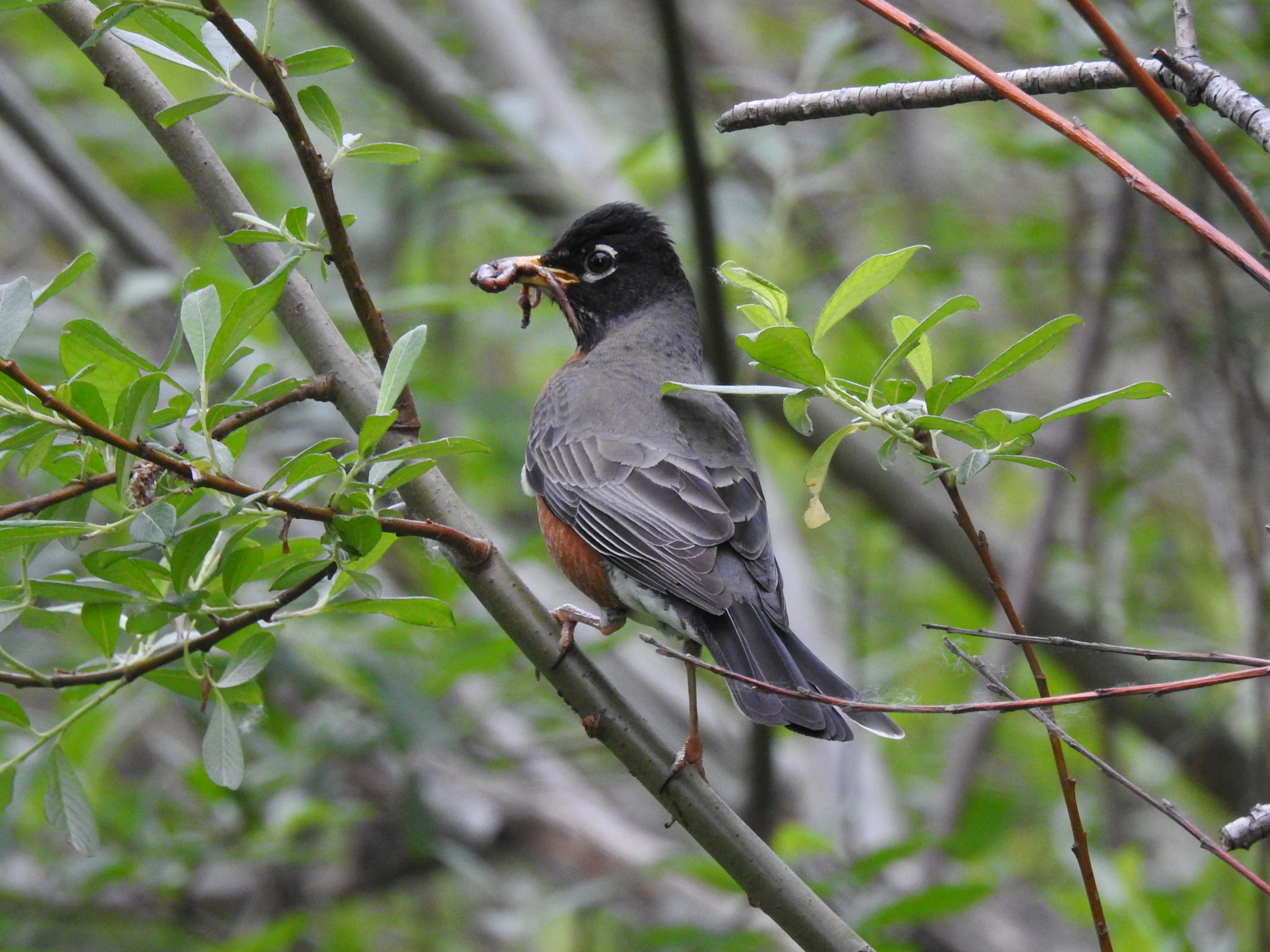
Tordo-americano macho carregando uma minhoca.

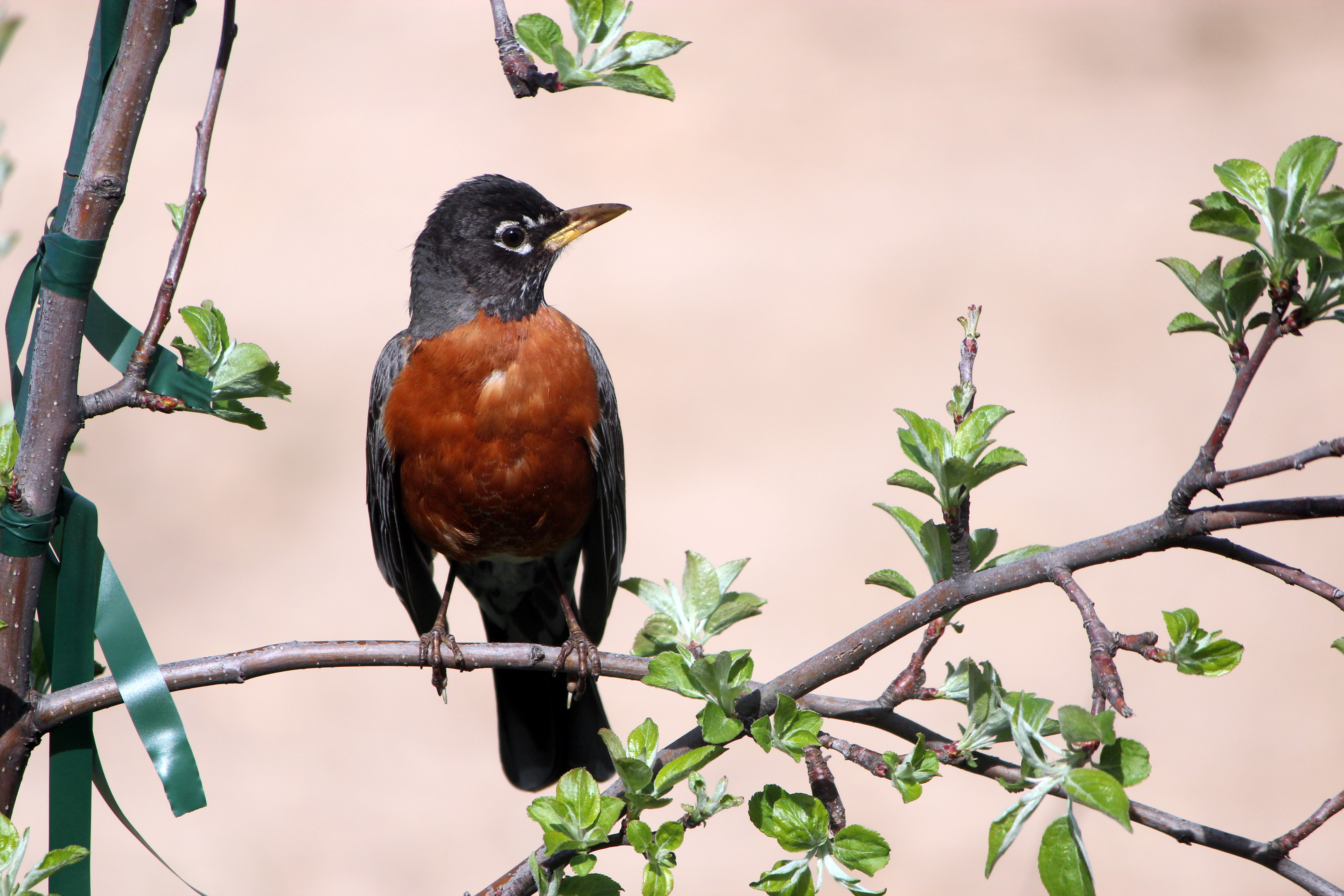
Tordo-americano empoleirado em uma árvore.

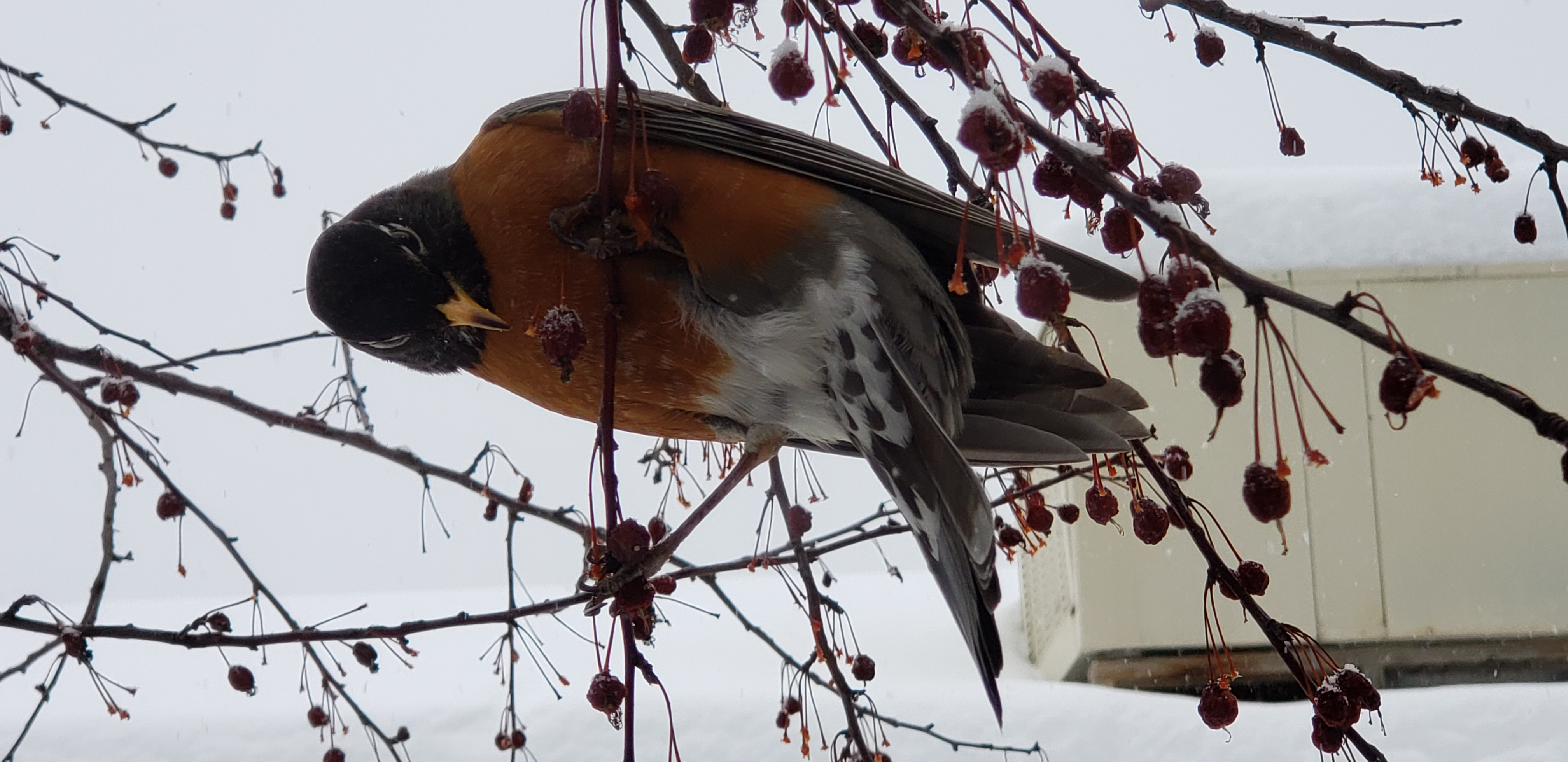
Tordo-americano alimentando-se de maçãs.

A dieta do tordo-americano geralmente consiste em cerca de 40% de pequenos invertebrados (principalmente insetos), como minhocas, larvas de besouro, lagartas e gafanhotos, e 60% de frutas e frutos silvestres. Sua capacidade de mudar a dieta para frutos silvestres permite que ele passe o inverno muito mais ao norte do que a maioria dos outros tordos norte-americanos. Eles se reúnem para comer bagas de Pyracantha fermentadas e, depois de ingerir quantidades suficientes, apresentam comportamento intoxicado, como cair enquanto caminham. Os tordos procuram principalmente invertebrados de corpo mole no chão e encontram vermes pela visão (e às vezes pela audição),:149 saltando sobre eles e puxando-os para cima. Os filhotes são alimentados principalmente com minhocas e outras presas animais de corpo mole. Em algumas áreas, os tordos, especialmente os da subespécie do noroeste (T. m. caurinus), se alimentam nas praias, pegando insetos e pequenos moluscos. Os tordos-americanos são pragas comuns de pomares na América do Norte. Devido à sua dieta insetívora e frugívora, eles evoluíram para perder a sacarase. A sacarose não é palatável para eles e pode ser usada por humanos como um impedimento.
O tordo-americano usa pistas auditivas, visuais, olfativas e possivelmente vibrotáteis para encontrar presas, mas a visão é o modo predominante de detecção de presas. Ele é visto com frequência correndo pelos gramados pegando minhocas, e seu comportamento de "correr" e "parar" é uma característica distintiva. Além de caçar utilizando a visão, ele também tem a capacidade de caçar pela audição. Experimentos demonstraram que ele pode encontrar minhocas no subsolo simplesmente usando suas habilidades auditivas.:149 Normalmente, ele dá vários saltos curtos e, em seguida, inclina a cabeça para a esquerda, para a direita ou para a frente para detectar o movimento de sua presa. Em áreas urbanas, os tordos se reúnem em grande número logo depois que os gramados são cortados ou quando os aspersores estão em uso.

### Ameaças
Os tordos jovens e os ovos são predados por esquilos, cobras e alguns pássaros, como gaios-azuis, gaios-da-califórnia, gaios-de-Steller [en], gralhas-comuns [en], corvos-americanos e corvos-comuns. Os adultos são capturados principalmente por falcões Accipiter, gatos e cobras maiores. Os mamíferos, como raposas e cães, costumam pegar filhotes de tordos do chão, enquanto os guaxinins costumam atacar os ninhos. Os pequenos carnívoros, como martas-americanas, bassariscos e doninhas-de-cauda-longa [en], são ágeis o suficiente para caçar adultos. No entanto, o maior impacto predatório (talvez ao lado dos gatos domésticos) é provavelmente das aves de rapina. Eles podem ser capturados por quase todas as variedades de acipitrídeos da América do Norte, desde o menor, o tauató-miúdo, até uma das duas maiores, a águia-real, a maioria dos falcões da América do Norte, desde o menor, o falcão-americano, até o maior, o falcão-gerifalte, e quase todas as espécies de corujas, desde a Glaucidium californicum até a coruja-das-neves. No total, sabe-se que 28 espécies de aves de rapina caçam tordos-americanos. Os tordos-americanos adultos são mais vulneráveis quando distraídos pelas atividades de reprodução, embora também possam ser atacados no solo ou até mesmo durante o voo. No entanto, quando se alimenta em bandos, o tordo-americano é capaz de permanecer vigilante e observar os outros membros do bando quanto a reações de predadores.
O tordo-americano é conhecido por rejeitar os ovos do Molothrus, portanto o parasitismo da ninhada pelo chupim-mulato é raro. Mesmo quando ocorre, o filhote do parasita normalmente não sobrevive até o momento de começar a voar. Em um estudo com 105 tordos-americanos jovens, 77,1% estavam infectados com uma ou mais espécies de endoparasitas, sendo a espécie Syngamus a mais comumente encontrada, em 57,1% das aves.

### Reprodução

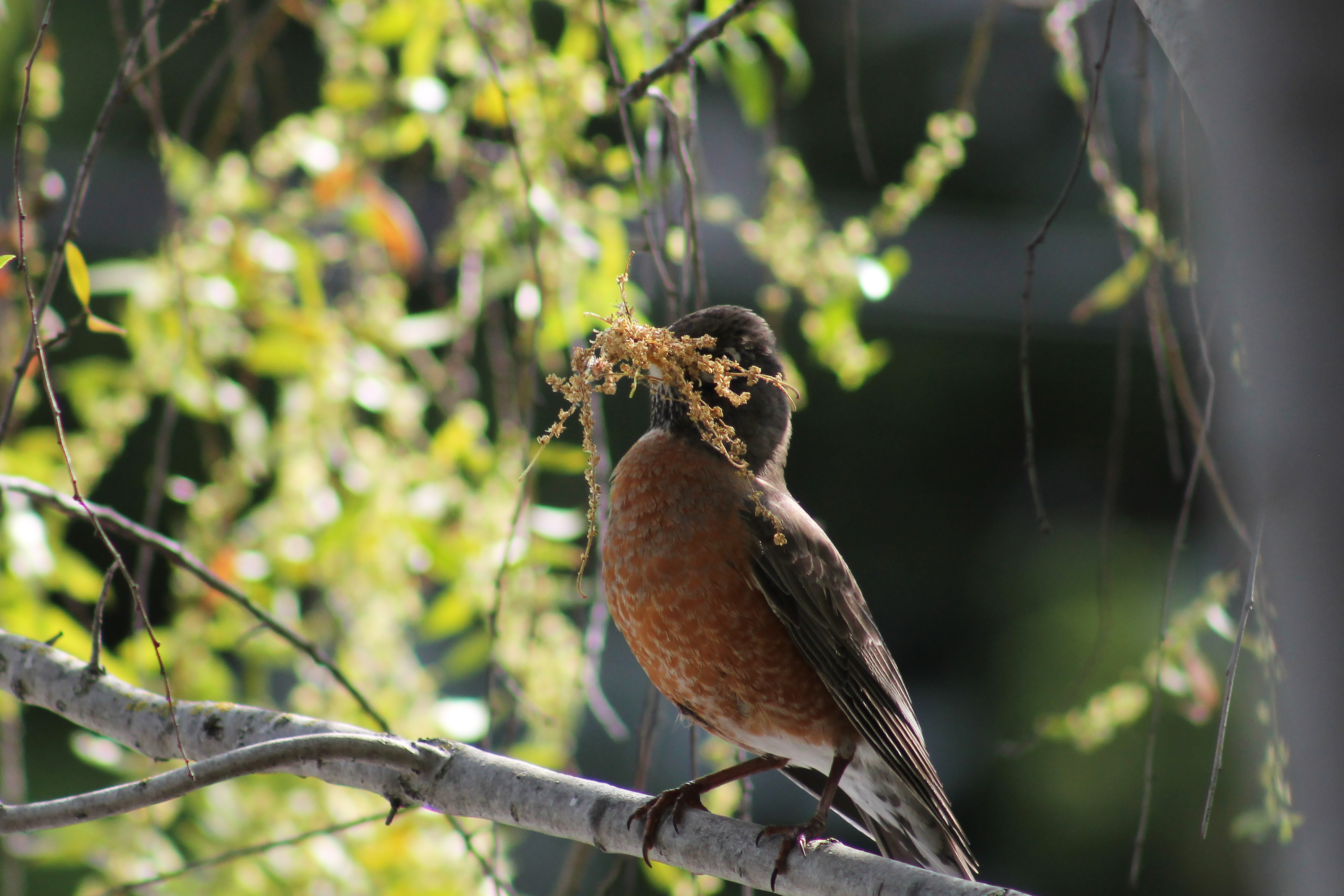
Tordo-americano com materiais para construir o ninho.

O tordo-americano começa a se reproduzir logo após retornar à sua área de verão. É uma das primeiras espécies de aves norte-americanas a botar ovos e normalmente tem de duas a três ninhadas por estação reprodutiva, que vai de abril a julho.
O ninho é mais comumente localizado a 1,5 a 4,5 m acima do solo, em um arbusto denso ou em uma bifurcação entre dois galhos de árvore, e é construído apenas pela fêmea. A base externa consiste em grama longa e grossa, galhos e penas. Ela é forrada com lama e amortecida com grama fina ou outros materiais macios. O tordo-americano constrói um novo ninho para cada ninhada; nas áreas do norte, o ninho para a primeira ninhada geralmente fica em uma árvore ou arbusto perene, enquanto as ninhadas posteriores são criadas em árvores decíduas. Em algumas situações, a espécie constrói ninhos perto de habitações humanas.
Uma ninhada consiste de três a cinco ovos [en] de cor ciano e é incubada somente pela fêmea. Os ovos eclodem após 14 dias e os filhotes deixam o ninho duas semanas depois. Os filhotes ficam nus e com os olhos fechados nos primeiros dias após a eclosão.
Os filhotes são alimentados com minhocas, insetos e frutos silvestres. O acúmulo de resíduos não ocorre no ninho porque os adultos os coletam e os levam embora. Os filhotes são alimentados e, em seguida, levantam a cauda para eliminar os resíduos, um aglomerado branco sólido que é coletado por um dos pais antes de voar. Todos os filhotes da ninhada deixam o ninho com dois dias de diferença entre si. Os jovens tornam-se capazes de voar duas semanas após o nascimento. Os filhotes tornam-se sexualmente maduros com um ano de idade. Os ornitólogos descobriram que apenas 25% dos tordos-americanos jovens sobrevivem ao primeiro ano. A vida útil mais longa conhecida de um tordo-americano na natureza é de 14 anos; a vida útil média é de cerca de dois anos.

### Vocalização

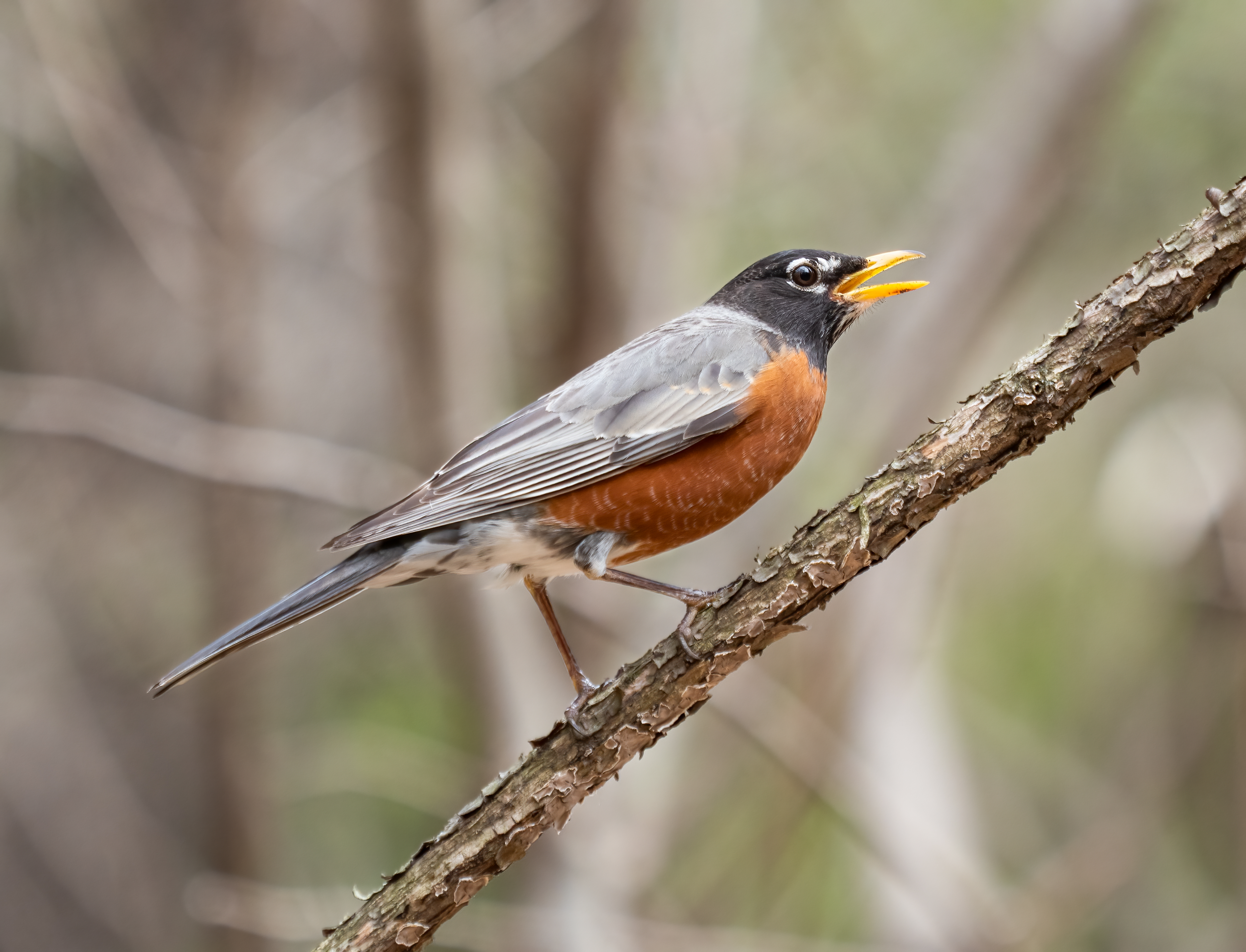
Um adulto ao fazer uma chamada de alarme.

O tordo-americano macho, assim como muitos tordos, tem um canto complexo e quase contínuo. Ele é comumente descrito como uma canção alegre, composta de unidades discretas, frequentemente repetidas e unidas em uma corda com breves pausas entre elas. O canto varia regionalmente e seu estilo varia de acordo com a hora do dia. O período de canto vai do final de fevereiro ou início de março até o final de julho ou início de agosto; algumas aves, principalmente no leste, cantam ocasionalmente até setembro ou mais tarde. Eles costumam estar entre os primeiros pássaros a cantar ao amanhecer ou horas antes, e os últimos ao anoitecer. Geralmente, canta de um poleiro alto em uma árvore. O canto da subespécie de San Lucas (T. m. confinis) é mais fraco do que o da subespécie do leste (T. m. migratorius) e não apresenta notas claras.
O tordo-americano também canta quando as tempestades se aproximam e novamente quando as tempestades já passaram. Além de seu canto, a espécie tem vários chamados usados para comunicar informações específicas, como quando um predador terrestre se aproxima e quando um ninho ou outro tordo-americano está sendo diretamente ameaçado. Mesmo durante a época de nidificação, quando exibem principalmente comportamento competitivo e territorial, eles ainda podem se unir para afastar um predador.

## Status de conservação
O tordo-americano tem uma área de distribuição extensa, estimada em 16.000.000 km², e uma grande população de cerca de 370 milhões de indivíduos. Considera-se que a subespécie ocidental (T. m. propinquus) na região central da Califórnia está expandindo sua área de distribuição, como é provável que aconteça em outras partes dos Estados Unidos. Está ameaçado pelo aquecimento global e pelo clima severo, mas a tendência da população parece ser estável, e a espécie não se aproxima dos limites de espécies vulneráveis sob o critério de tendência populacional (>30% de declínio em dez anos ou três gerações) e, portanto, a União Internacional para a Conservação da Natureza a avaliou como pouco preocupante.
Em um determinado momento, a ave foi morta por sua carne, mas agora está protegida em toda a sua área de distribuição nos Estados Unidos pelo Tratado de Aves Migratórias de 1918 [en].

## Na cultura
Os ovos do tordo-americano possui uma cor azulada.
O tordo-americano é o pássaro do estado de Connecticut, Michigan e Wisconsin. Ele também foi retratado na nota de CA$ 2 canadense da série Birds of Canada [en] de 1986 (essa nota foi posteriormente retirada). Ele tem um lugar na mitologia dos nativos americanos. A história de como o tordo-americano ganhou seu peito vermelho ao atiçar as chamas moribundas de uma fogueira para salvar um homem e um menino nativos americanos é semelhante àquelas que cercam o tordo-europeu. O povo Tlingit do noroeste da América do Norte o considerava um herói cultural criado por Corvo para agradar o povo com seu canto. Os tordos-da-ponte-da-paz eram uma família de tordos americanos que atraiu pouca publicidade em meados da década de 1930 por seu ninho proeminente no lado canadense da Peace Bridge [en], que liga Buffalo, Nova York, a Fort Erie, Ontário.
O tordo-americano é considerado um símbolo da primavera. Um exemplo bem conhecido é um poema de Emily Dickinson intitulado "I Dreaded That First Robin So". Entre outros poemas do século XIX sobre o primeiro tordo da primavera está "The First Robin" (O primeiro tordo) de William Henry Drummond [en], que, de acordo com a esposa do autor, baseia-se em uma superstição de Quebec segundo a qual quem vir o primeiro tordo da primavera terá boa sorte. A associação continuou até os dias atuais, como, por exemplo, em um desenho animado de Calvin e Hobbes de 1990, no qual Calvin comemorava sua inevitável riqueza e fama depois de ver o primeiro tordo da primavera. O apelido de prenúncio da primavera é confirmado pelo fato de que os tordos-americanos tendem a seguir a isoterma de 3 °C para o norte na primavera, mas também para o sul no outono.
As canções populares americanas que apresentam esse pássaro incluem "When the Red, Red Robin (Comes Bob, Bob, Bobbin' Along) [en]", escrita por Harry M. Woods [en]. Embora o super-herói Robin dos quadrinhos tenha sido inspirado em uma ilustração de N. C. Wyeth [en] de Robin Hood, uma versão posterior tinha sua mãe apelidando-o de Robin porque ele nasceu no primeiro dia da primavera.

## Galeria

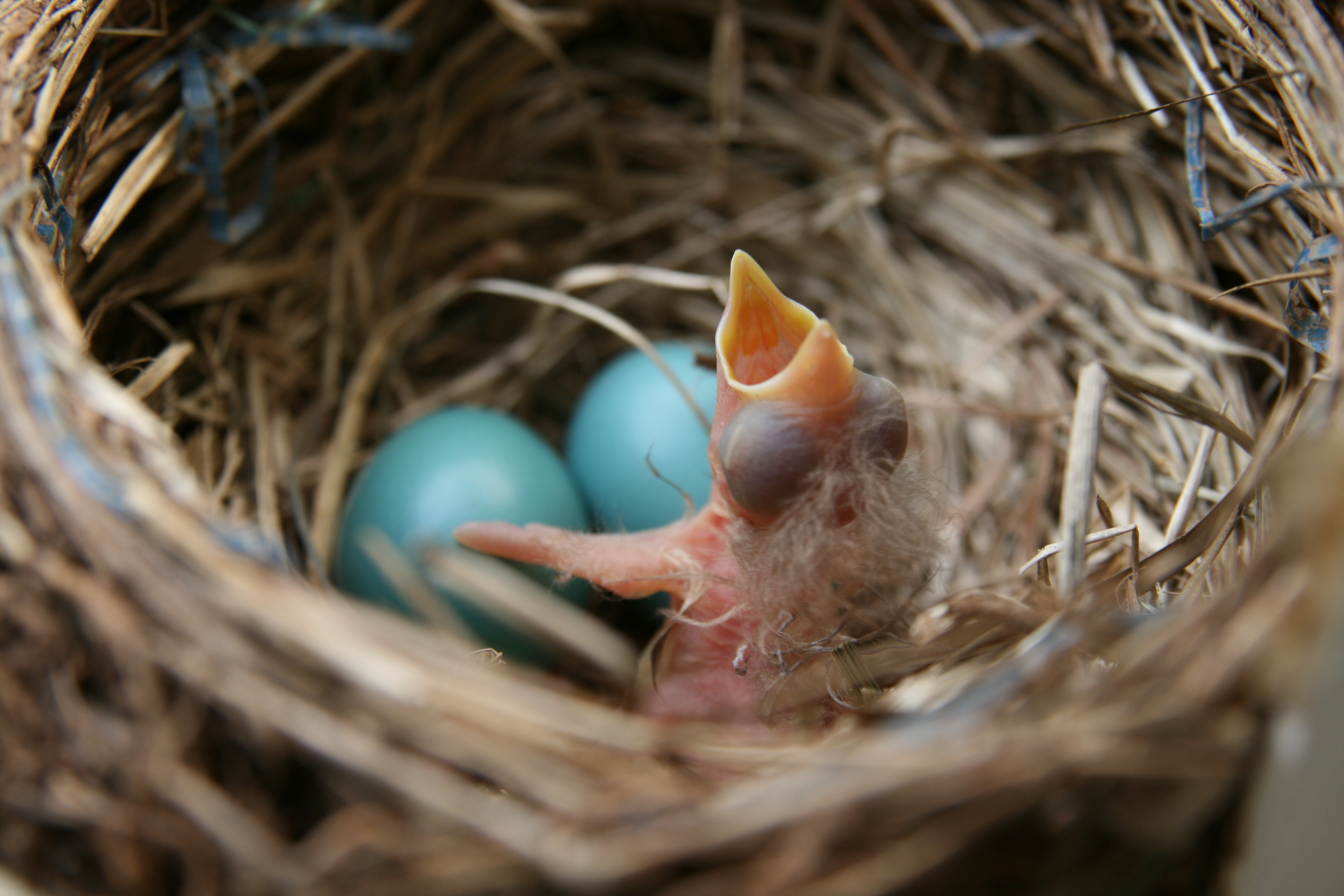
Pintinho recém-nascido entre filhotes não eclodidos.
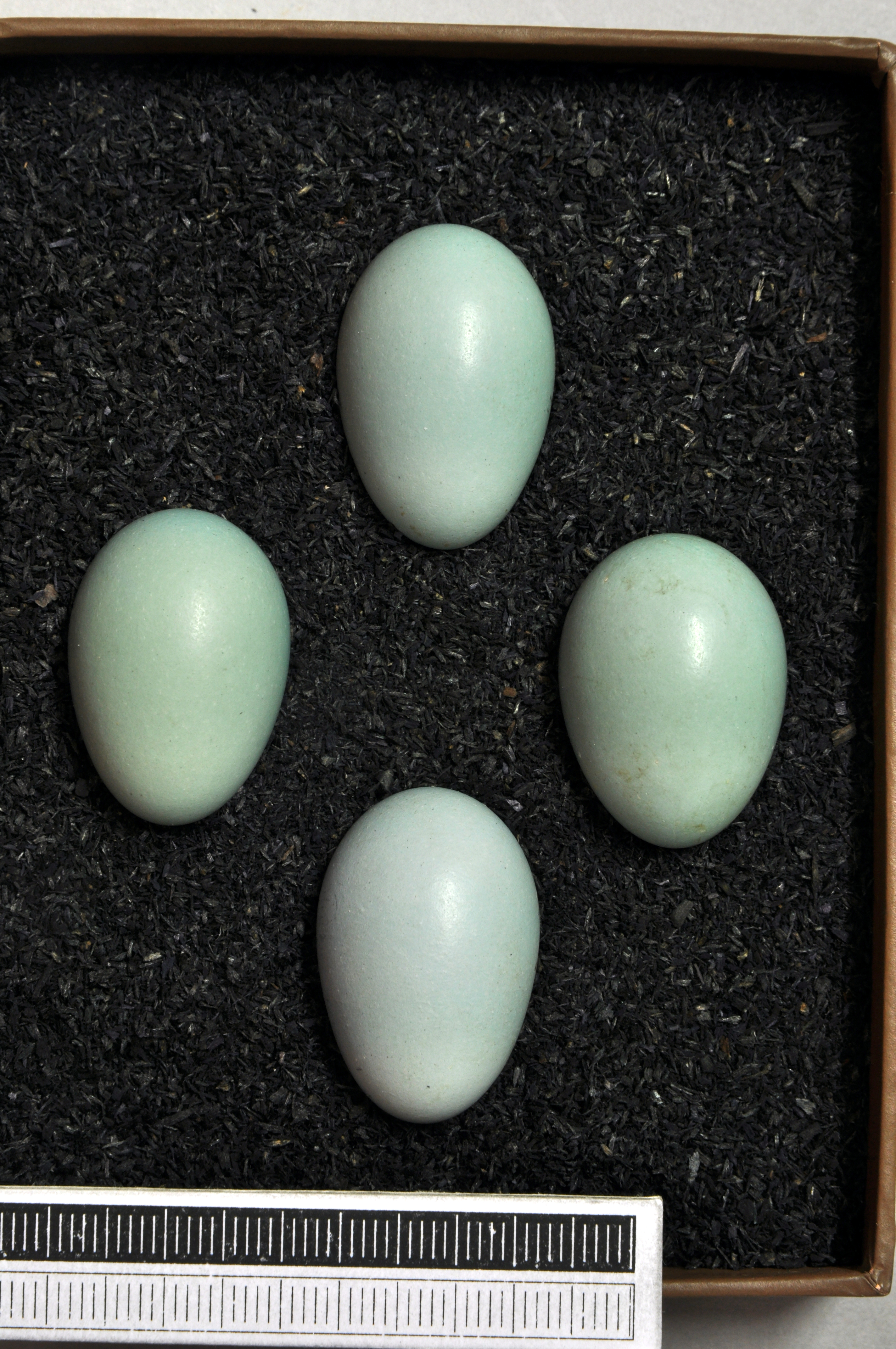
Ovos, Coleção do Museu de Wiesbaden.
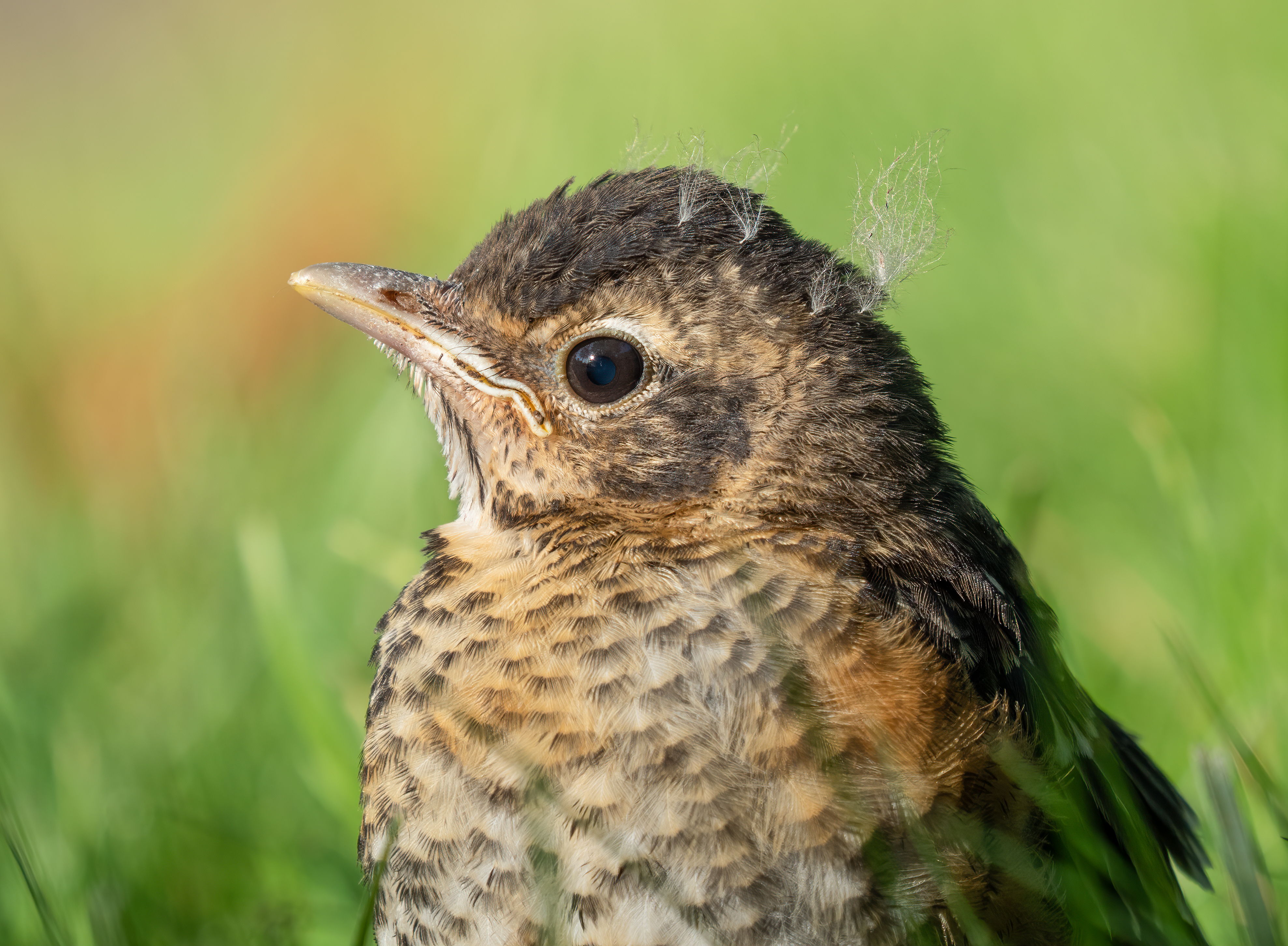
Tordo-americano jovem em Nova-York.
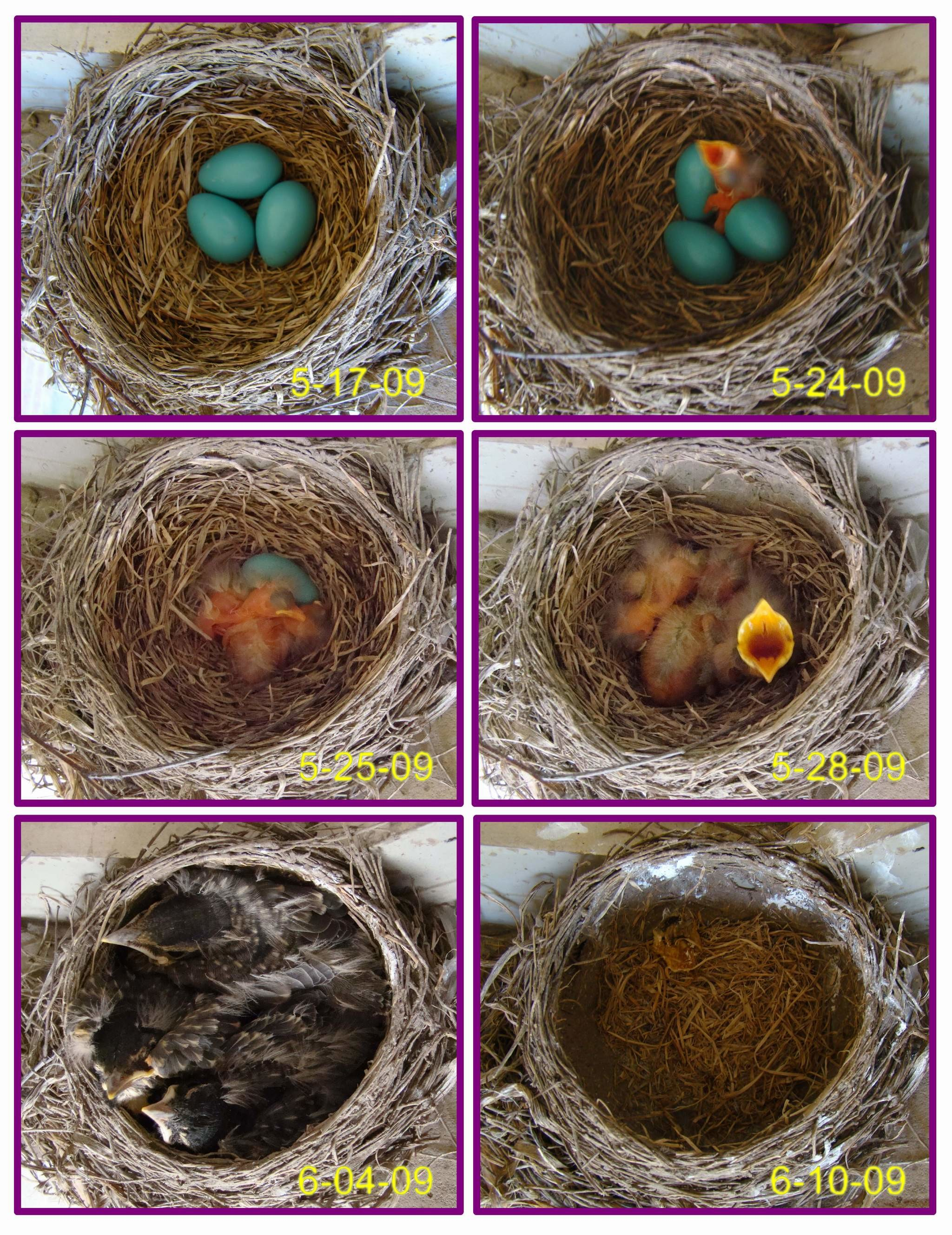
Sequência de imagens datadas mostrando o progresso dos ovos até o nascimento dos filhotes em três semanas .
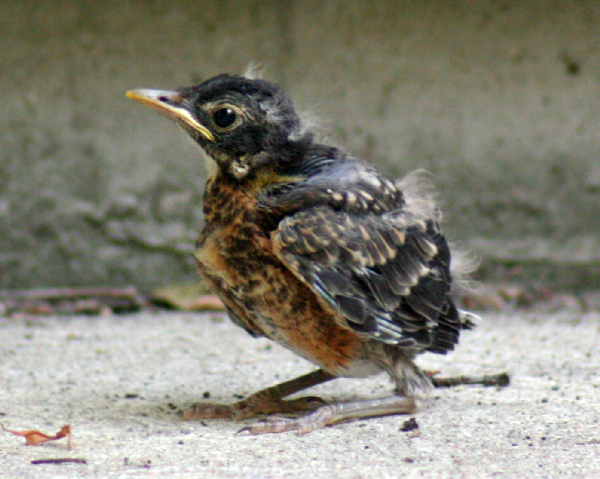
Pintinho.
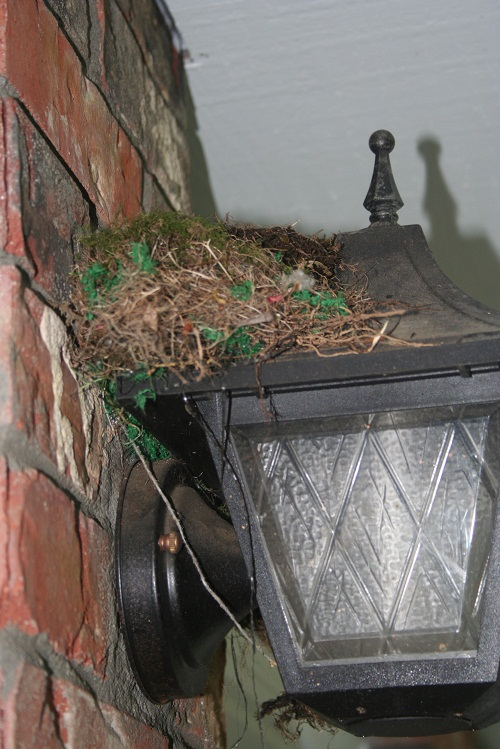
Ninho em meio ao habitat humano.